# Esgrima als Jocs Olímpics d'estiu de 1900 - Espasa professional
L'espasa professional va ser una de les proves d'esgrima disputades als Jocs Olímpics de París de 1900. En ella hi prengueren part 54 tiradors representants de 6 nacions.

## Medallistes
| Or                 | Plata         | Bronze        |
| Albert Robert Ayat | Émile Bougnol | Henri Laurent |

## Ronda preliminar
A la primera ronda els tiradors estan dividits en 9 grups de 6 tiradors cadascun, classificant-se per a les semifinals els dos primers. Aquesta ronda es va celebrar entre els dies 11 i 12 de juny de 1900.
| Grup A  | Grup A                     |
| Posició | Nom                        |
| ------- | -------------------------- |
| 1       | Aufort                     |
| 2       | Lézard                     |
| 3-6     | Debrinay                   |
| 3-6     | Deprey                     |
| 3-6     | Nau                        |
| 3-6     | Eugenius van Nieuwenhuizen |

| Grup B  | Grup B       |
| Posició | Nom          |
| ------- | ------------ |
| 1       | Henri Pantin |
| 2       | Louis Haller |
| 3-6     | Assé         |
| 3-6     | Flahaut      |
| 3-6     | Métais       |
| 3-6     | Sahourin     |

| Grup C  | Grup C          |
| Posició | Nom             |
| ------- | --------------- |
| 1       | Georges Jourdan |
| 2       | Jeanvoix        |
| 3-6     | Bormel          |
| 3-6     | Roquais         |
| 3-6     | Surzet          |
| 3-6     | Léon Thiércelin |

| Grup D  | Grup D        |
| Posició | Nom           |
| ------- | ------------- |
| 1       | Brassart      |
| 2       | Lézard        |
| 3-6     | Céré          |
| 3-6     | Dufraissé     |
| 3-6     | L. Garnoty    |
| 3-6     | Charles Marty |

| Grup E  | Grup E                      |
| Posició | Nom                         |
| ------- | --------------------------- |
| 1       | Émile Bougnol               |
| 2       | Hippolyte-Jacques Hyvernaud |
| 3-6     | Charles Cléry               |
| 3-6     | Dulau                       |
| 3-6     | Lafoucrière                 |
| 3-6     | Nègrout                     |

| Grup F  | Grup F           |
| Posició | Nom              |
| ------- | ---------------- |
| 1       | Jean Michel      |
| 2       | Félix Ayat       |
| 3-6     | Xavier Anchetti  |
| 3-6     | Emmanuel Andrieu |
| 3-6     | Márton Endrédi   |
| 3-6     | Launay           |

| Grup G  | Grup G             |
| Posició | Nom                |
| ------- | ------------------ |
| 1       | Albert Robert Ayat |
| 2       | Henri Laurent      |
| 3-6     | desconegut         |

| Grup H  | Grup H              |
| Posició | Nom                 |
| ------- | ------------------- |
| 1       | Marie-Louis Damotte |
| 2       | Yvon                |
| 3-6     | desconegut          |

| Grup I  | Grup I             |
| Posició | Nom                |
| ------- | ------------------ |
| 1       | Georges-Louis Bézy |
| 2       | Clappier           |
| 3-6     | desconegut         |

## Semifinals
Les semifinals es van disputar el 13 de juny de 1900. Es van repartir els tiradors en 3 semifinals de 6 tiradors cadascun que s'enfrontaven amb el sistema de tots contra tots. Els tres primers de cadascuna de les semifinals passava a la final.
| Semifinal A | Semifinal A         |
| Posició     | Nom                 |
| ----------- | ------------------- |
| 1           | Georges Jourdan     |
| 2           | Lézard              |
| 3           | Marie-Louis Damotte |
| 4-6         | Aufort              |
| 4-6         | Jeanvoix            |
| 4-6         | Henri Pantin        |

| Semifinal B | Semifinal B                 |
| Posició     | Nom                         |
| ----------- | --------------------------- |
| 1           | Émile Bougnol               |
| 2           | Brassart                    |
| 3           | Hippolyte-Jacques Hyvernaud |
| 4-6         | Félix Ayat                  |
| 4-6         | Louis Haller                |
| 4-6         | Jean Michel                 |

| Semifinal C | Semifinal C        |
| Posició     | Nom                |
| ----------- | ------------------ |
| 1           | Albert Robert Ayat |
| 2           | Henri Laurent      |
| 3           | Georges-Louis Bézy |
| 4-6         | Clappier           |
| 4-6         | Lézard             |
| 4-6         | Yvon               |

## Final
La final es va disputar el 14 de juny de 1900.
| Posició | Nom                         |
| ------- | --------------------------- |
| Or      | Albert Robert Ayat          |
| Plata   | Émile Bougnol               |
| Bronze  | Henri Laurent               |
| 4       | Hippolyte-Jacques Hyvernaud |
| 5       | Marie-Louis Damotte         |
| 6       | Brassart                    |
| 7       | Lézard                      |
| 8       | Georges Jourdan             |
| 9       | Georges-Louis Bézy          |